# Arca do Barbanza
La Arca do Barbanza est un dolmen situé dans la commune de Boiro, dans la province de La Corogne, en Galice.

## Description
Ce monument mégalithique mesure environ 6 m de long. Il possède une chambre polygonale qui conserve six orthostates, une  massive dalle de couverture légèrement déplacé qui pourrait peser environ 7 tonnes et un couloir triangulaire à deux sections. 
Le dolmen se trouve près du cours moyen du Río Barbanza (es) d'où il tire son nom. Il se trouve dans un état de bonne conservation et fait partie de  la Ruta das Mámoas.